# Lemme (rivière en France)
Pour les articles homonymes, voir Lemme.
La Lemme est une rivière/torrent de montage du Jura. Affluent de la Saine, elle parcourt 16,7 km.

## Hydronymie
La Lemme était autrefois orthographiée Laime, Layme, l'Ayme ou l'Aime.

## Géographie
La Lemme naît au pied du col de la Savine, à 908 m d'altitude.

### Communes traversées
La Lemme traverse les communes de La Chaumusse, Chaux-des-Crotenay, La Chaux-du-Dombief, Entre-deux-Monts, Fort-du-Plasne, Lac-des-Rouges-Truites, Saint-Laurent-en-Grandvaux, Syam et Le Vaudioux.

## Affluents
- Le Dombief (11,1 km)

## Lieux remarquables
- Les gorges de la Lemme
- La cascade de La Billaude

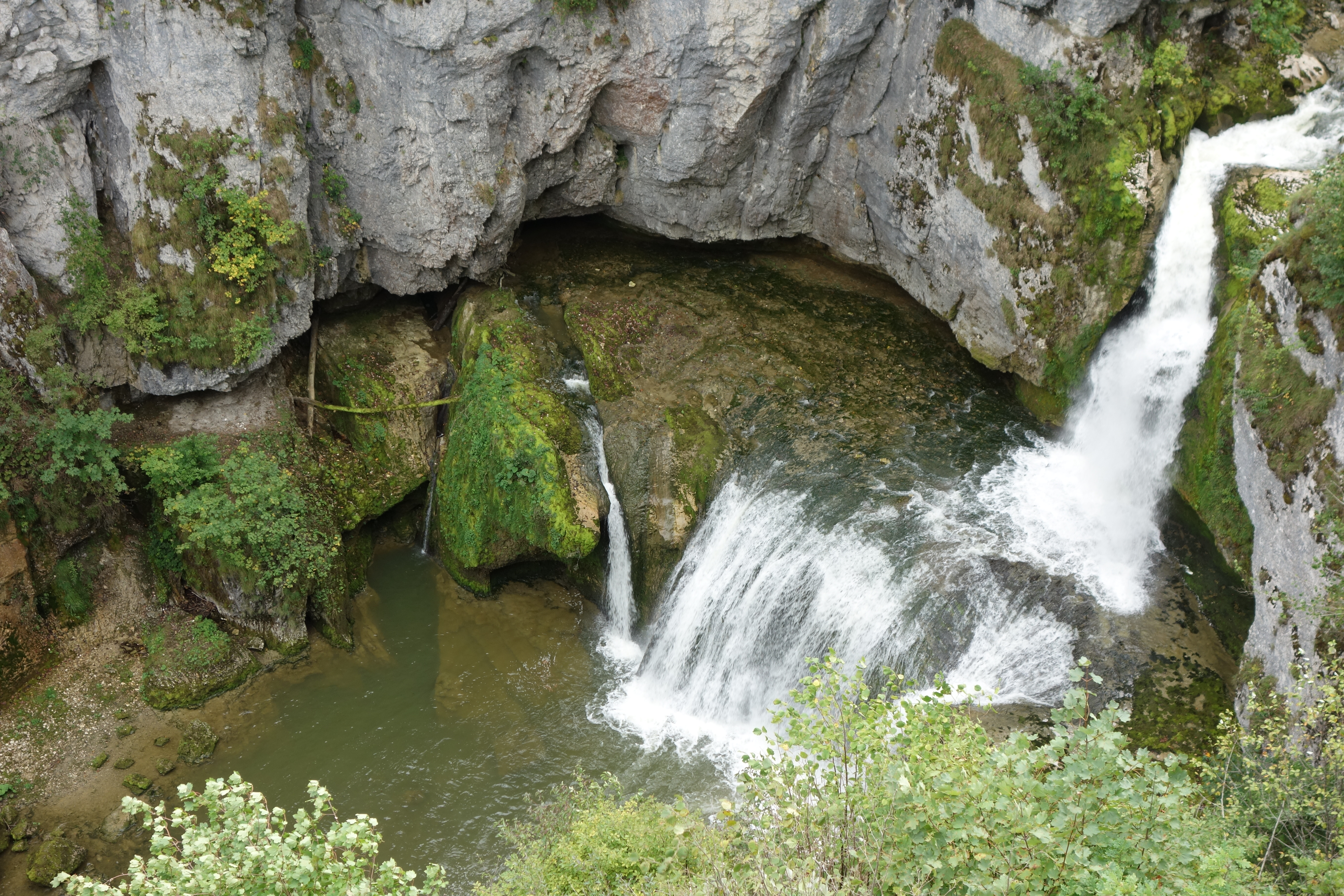
La cascade de la Billaude

- Il existait autrefois plusieurs scieries, moulins et ponts à péage sur la Lemme.